# 迪恩·温达斯
迪恩·温达斯（Dean Windass，1969年4月1日—）生於英格蘭约克郡-亨伯的，是一名退役職業足球運動員，司職前鋒。
温达斯在任職建築工人一段時期後才在侯城展開職業足球事業，曾分別效力阿伯丁、牛津联、布拉德福德城、米德尔斯堡、谢周三及谢菲尔德联等球隊。雲達斯是一名充滿爭議性的球員，在效力鴨巴甸時於同一場比賽中被罰三面紅牌；而在巴拉福特時更曾手抓對方球員的睪丸。但雲達斯亦是一名多產前鋒，為巴拉福特至今入球第三高的球員。

## 生平

### 侯城
雲達斯的事業兜兜轉轉，首先在侯城以青訓學徒身分接受訓練，未獲接納加入球隊，其後曾到新特蘭、剑桥联及約克城試腳亦不獲聘用。雲達斯只有一邊擔任建築工人，一邊為業餘球隊費利比北聯（North Ferriby United）比賽。直到1991年10月才被侯城當時的領隊（Terry Dolan）召用，於廿二歲才正式加入職業足球。雲達斯初時擔任中場，稍後移任前鋒，為侯城上陣205場，射入64球，成為侯城球迷的寵兒，於2005年獲投票選為侯城100名偉大球員之一，更被選為球隊百年歷史最佳球員的第四位。1995年12月由於侯城財務困難，以70萬英鎊被賣往蘇超的鴨巴甸。

### 鴨巴甸
在效力鴨巴甸期間，雲達斯被視為經常挑戰球證的麻煩球員。1997年11月9日在對一場聯賽中，首先因犯規被罰兩面黃牌變成紅牌出場；雲達斯與球證爭論而再被罰多一面紅牌；在步離草坪時拔掉角球旗又加一面紅牌；即在同一場比賽中被罰三面紅牌，而這場更是（Roy Aitken）執教鴨巴甸最後一場比賽
，雲達斯亦於季後離開鴨巴甸，在效力的3年間，雲達斯在聯賽中上陣78場及射入23球。

### 牛津联
1998年8月雲達斯以40萬英鎊加盟當時仍在甲組〈第二級〉的牛津联，直到現在仍然是牛津联最高購入球員的轉會費紀錄。雲達斯在牛津联短短的9個月中在聯賽上陣33場，射入15球及獲得一次「每月最佳球員」獎項。

### 巴拉福特
雲達斯於1999年3月轉投同為甲組聯賽〈第二級〉的巴拉福特，轉會費初步為95萬英鎊，當時的領隊保罗·杰维尔（Paul Jewell）正為爭取升級英超聯而增強實力，最终奪得亞軍而順利獲得升級，是巴拉福特近77年來首度升級頂級聯賽。由於獲得升級，雲達斯的轉會費按附加條款加到100萬英鎊，成為巴拉福特該季第三名七位數字收購的球員。在當年夏季雲達斯放棄休假，繼續操練以迎接足球事業首個頂級聯賽賽季。雲達斯的努力獲得回報，成為巴拉福特首個超聯球季的首席射手，共射入10球，包括4-4與打比郡戰平的大三元，巴拉福特於最後一輪聯賽以1-0擊敗利物浦成功保級。
祖維爾在護級成功後離開巴拉福特，由助教克里斯·赫捷寧斯（Chris Hutchings）接任，主席杰弗里·列治文（Geoffrey Richmond）大灑金錢供赫澄斯購買球員，先後購入本尼托·卡博尼（Benito Carbone）及艾殊利·禾特（Ashley Ward）等貴價鋒將。雲達斯在中場和前鋒之間輪轉爭取出場機會，於2001年3月當巴拉福特面對降級時以60萬英鎊將雲達斯賣到米杜士堡。雖然在球季結束前離隊，雲達斯的8個入球仍足以成為巴拉福特的首席射手，其中3球在中取得，另一球是對2-0的勝仗，是領隊赫澄斯在11月被撤職前唯一的聯賽勝利。

### 米杜士堡及錫菲聯
雲達斯認為轉會米杜士堡是他足球事業的高峰，由於未能在河畔球場（Riverside Stadium）掙到正選席位，雲達斯只能在聯賽中上陣38場，大部分時間被外借到錫周三及其死對頭錫菲聯。於2003年1月在錫菲聯任助教的前巴拉福特隊友（Stuart McCall）穿針引線下正式加盟錫菲聯。雲達斯協助錫菲聯打入季後升級附加賽，但在決賽被領隊尼尔·沃诺克（Neil Warnock）棄用，雲達斯沒有隨隊到加的夫千禧球場而選擇在酒吧觀看電視直播，結果錫菲聯0-3負於狼隊，輸掉禾洛克領隊生涯首場附加賽及升級超聯的機會。2003年7月雲達斯選擇離開錫菲聯，返回當時由尼基·劳（Nicky Law）執教的巴拉福特。

### 返回巴拉福特
雲達斯第二度效力巴拉福特以個人尺度而言取得相等的成功，成為球隊歷史上第三位的神射手，但球隊在球場內外困難重重，甚至未能支付球員的薪金，隨後更降級到乙組聯賽〈第三級〉（同年更名英甲）。在2004/05年球季雲達斯射入28球，成為當季整個聯賽入球最多的神射手，惟巴拉福特只能位列中游。翌季雲達斯再射入多20球，在開季的8月6場射入5球而獲選為英甲「每月最佳球員」，而巴拉福特則維持上屆的第13位。
雖然不斷有傳聞雲達斯將會返回侯城，而其前領隊當時執教英超球隊韋根的祖維爾更出價高至50萬英鎊，但為巴拉福特拒絕。於2006年10月19日雲達斯更續約巴拉福特直到2009年，表明希望在合約期滿前可以射入多40球而成為巴拉福特歷史上的首席神射手。
雲達斯仍然維持其爭議性格，2005年季初被指分別咬到後衛（Marcus Browning）及修安聯門將（Darryl Flahavan）而遭足總調查。2006年1月2日主場3-3賽和，賽後球證報告在停車場遭受雲達斯辱罵，被判罰停賽5場及罰款750英鎊。事後保證會改過自新。2006年9月23日正是國際足協的「公平競技日」，巴拉福特作客2-1擊敗切尔滕汉姆，上半場30分鐘雲達斯與對方守將约翰·芬宁甘（John Finnigan）發生爭執，芬宁甘被罰紅牌離場，賽後車頓咸領隊约翰·沃德（John Ward）聲稱第四裁判看到雲達斯用手抓芬宁甘的睪丸，芬宁甘用手推開雲達斯，更指控雲達斯故意倒地扮成嚴重受傷才令芬宁甘被罰離場，但雲達斯回應說芬宁甘向他打肘。雲達斯隨後於11月24日對因雙腳飛剷而被罰離場，巴拉福特領隊（Colin Todd）表明會處罰雲達斯，而雲達斯稍後透露為此曾接到死亡恐嚇。
2007年1月17日雲達斯獲外借返回侯城直到球季末，巴拉福特的主席朱利安·罗兹可運用侯城支付租借的金額及節省雲達斯的薪金以應付到期的賬目。雲達斯再沒有返回巴拉福特，共為球隊射入76個聯賽入球，連同其他盃賽合計87球，成為巴拉福特歷來最高神射手的第三位。

### 回歸侯城

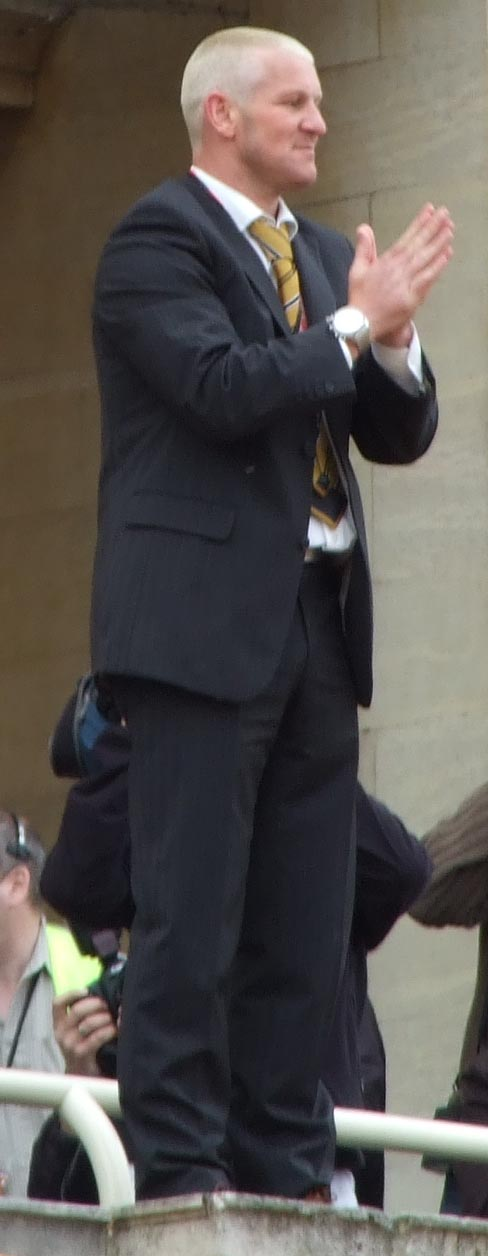
雲達斯在侯城升級祝捷會

回到侯城後雲達斯隨即回復其以前的被受尊崇的地位，他的8個入球成功協助侯城保留英冠聯的席位。雲達斯首先在2007年2月24日主場梅開二度以2-0擊敗伯明翰城，3月6日 2-5負於葉士域治再入兩球，3月31日4-0大勝護級對手修安聯時更大演帽子戲法，獲領隊菲尔·布朗（Phil Brown）點名讚賞。但最重要的入球來自4月28日倒數第二輪作客1-0僅勝卡迪夫城，這時候城剛好領先尾三的利兹联3分，而得失球差大幅領先對手，列斯聯隨後於5月4日宣佈債務重組及扣減10分，侯城確定成功保級。但缺少了雲達斯的巴拉福特則只能排在榜末第三位，由英甲降級。雲達斯成為當季巴拉福特及侯城的首席神射手，分別為巴拉福特射入12球及侯城10球。
雲達斯原可重返巴拉福特，但由於巴拉福特已降級到英乙，雲達斯選擇留效侯城，兩隊為此商討雲達斯的轉會費，於2007年6月19日正式回歸侯城，簽約兩年，初步轉會費為15萬英鎊，附加條款可按出場次數增加到25萬英鎊。
侯城獲得2007/08年冠軍聯賽季軍，參加季後升級附加賽。2008年5月11日四強首回合作客屈福特，雲達斯與另一老將各入一球以2-0領先，其後回到主場再勝4-1，累計6-1晉級決賽。5月24日溫布萊決賽，上半場38分鐘，足球生涯首次踏足溫布萊的雲達斯在禁區邊緣，接應由曼聯外借到侯城的小將左路底線傳中，球不著地「窩利」射入，最終憑這精彩入球1-0擊敗異軍突起的，帶領侯城成立104年歷史中首度升級到頂級聯賽，個人更獲得決賽最佳表現球員獎。
雲達斯仍沒有退役的計畫，表明決意延續其球員生涯，希望在本季合約結束後再打兩年，而將來退役後亦希望晉身足球管理事業，而他亦已開始參加歐洲足協的教練課程，更希望有日可以帶領侯城。
侯城在英超的頭兩場比賽沒有選用雲達斯，但當他復任正選於聯賽盃2-1淘汰中射入一球後，在下一場聯賽雲達斯獲派下半場後補上陣，侯城以0-5大敗於韋根腳下，是雲達斯自離開米杜士堡後首場英超比賽。候城在開季7場聯賽取得14分而處聯賽榜上游位置，但雲達斯未能參與其中，他對缺乏上陣機會而感到困惑。於2008年9月21日對愛華頓再次被受冷落後，雲達斯與領隊菲爾·布朗（Phil Brown）展開談判，事後雲達斯表示會留隊爭取出場機會。由於雲達斯被投閒置散，當時他曾效力的英乙的巴拉福特及英甲的列斯聯均有意將他收歸旗下。雲達斯的好友及列斯聯領隊加利·麥亞里士打其後否認有關報導。
2008年11月12日清晨時份雲達斯與隊友馬龍·京治在一間賭場發生打鬥，據報馬龍·京治以頭撞向雲達斯，其後候城宣佈在內部平息兩人的紛爭，兩人獲准繼續留隊。雲達斯直到11月22日才獲派後補上陣對樸茨茅夫，當時球隊正以1-2落後，他接應角球頂門撞中對手後衛（Noé Pamarot）入網扳平2-2。當時這球被指為「烏龍球」，其後由「疑問入球委員會」（Dubious Goals Committee）判定屬雲達斯的有效入球，使他成為候城歷來最年長的入球球員。賽後雲達斯接受電台訪問，形容賭場事件純屬「茶杯裡的風波」。在翌場對史篤城的比賽，雲達斯在場邊熱身時干擾戴納掟界外球，沒有進場已被黃牌警告。12月26日雲達斯本季首次正選上陣作客曼徹斯特市球場出戰曼城，候城以1-5慘敗，由於上半場整隊演出不濟，完半場時被菲爾·布朗留在場邊訓話才准返回更衣室，雲達斯亦被換離場。
2009年1月6日，雲達斯訴說菲爾·布朗自聖誕節前已沒有與他說話，更沒與其他邊緣球員般獲機會上陣，更獲告可以離隊，據報列斯聯、奧咸及哈特普爾對他有意思。1月9日雲達斯在餘下球季被外借到奧咸。1月12日首次代表奧咸主場對，曾主射一個自由球中楣不入，雲達斯在完場前被換離場，但奧咸仍勝2-1。2月7日作客莱斯特城，正選門將格雷格·弗莱明（Greg Fleming）下半場50分鐘撞跌敵方前鋒马特·费耶特（Matty Fryatt），除被紅牌驅逐離場外，更被罰十二碼，由於奧咸沒有後備門將，雲達斯戴起手套把守大門，幸好弗亚特射失十二碼，而雲達斯亦能力保不失直到完場，以0-0迫和領頭羊。這次保持40分鐘清白之軀使他以門將身份入選「英甲每週最佳陣容」。2月14日主場對，雲達斯於下半場60分鐘頭球頂入，是他在奧咸的首個入球，亦是個人第200個聯賽入球，雲達斯興奮地揭起球衣露出繡有「200」的T恤。在加盟僅兩個月及上陣10場後，雲達斯在他的網誌透露由於領隊约翰·谢里登（John Sheridan）不守承諾，沒有在最近兩場比賽選派他任正選，他不會再返回奧咸，但稍後又作出否認，並在週末對下半場後補上陣。但最終於3月16日正式離隊返回候城，由於借用條款限制，他本季不可以再代表候城再上陣。但他仍獲安排在8月9日舉行告別賽，對手為他曾效力的蘇超球會鴨巴甸。

### 後侯城時期
2008/09年球季結束後雲達斯被侯城放棄，於2009年6月2日轉投英乙球會達寧頓，擔任舊上司哥連·鐸（Colin Todd）的助理領隊。但由於達寧頓仍處財務重組期間，不能購入新球員或聘任新職員，新任領隊米奇·阿當斯（Micky Adams）有意聘任雲達斯為球員兼教練。6月17日雲達斯最終結束圍繞他的猜測，簽約加盟達寧頓，擔任球員兼教練。他在1-3負於艾迪索特首次為達寧頓披甲上陣。翌日他返回侯城參加其個人的告別賽，結果鴨巴甸1-0擊敗侯城，他上半場為侯城上陣，下半場則改著鴨巴甸球衣，直到完場前數分鐘再換回侯城球衣。雲達斯與哥連·鐸在達寧頓僅維持了9場聯賽，未能帶領球隊取得勝仗便提前解約。他於10月19日宣佈正式退役。

### 自傳
- 《Deano - From Gipsyville to the Premiership: Dean Windass The Official Autobiography》，Great Northern Books Ltd，ISBN 9781905080298

### 報導
- To Hull and back for Dean Windass （页面存档备份，存于）
- Tiger Dean has plenty in the tank

### 註腳
1. 1 2 3 4 5 6 7 8  Markham, David. . Breedon Books Sport. 2007: 117頁. ISBN 978-1-85983-572-2.
2. 1 2  . Hull City OWS. 2007  [2008-02-09]. （原始内容存档于2008-12-22）.
3. ↑  . Hull City OWS. 2007  [2008-02-09]. （原始内容存档于2008-04-21）.
4. ↑  . Hull City OWS. 2005.[永久]
5. ↑  . Goal.com. 2008-12-29  [2009-02-04]. （原始内容存档于2009-02-07）.（英文）
6. ↑  . （原始内容存档于2005-09-30）.
7. ↑  A history of Oxford United Football Club 的存檔，存档日期2008-04-10.
8. ↑  .   [2008-02-12]. （原始内容存档于2016-03-08）.
9. ↑  .   [2008-02-12]. （原始内容存档于2016-03-07）.
10. ↑  .   [2008-02-12]. （原始内容存档于2016-03-08）.
11. ↑  .   [2008-02-12]. （原始内容存档于2016-01-13）.
12. ↑  .   [2008-02-12]. （原始内容存档于2016-03-10）.
13. ↑  .   [2008-02-12]. （原始内容存档于2016-03-07）.
14. ↑  .   [2008-02-12]. （原始内容存档于2016-03-07）.
15. ↑  .   [2008-02-12]. （原始内容存档于2013-09-28）.
16. ↑  .   [2008-02-12]. （原始内容存档于2012-01-16）.
17. ↑  .   [2008-02-12]. （原始内容存档于2016-03-07）.
18. ↑  . BBC Sport. 2005  [2008-02-09]. （原始内容存档于2014-04-07）.
19. ↑  . BBC Sport. 2006  [2008-02-09]. （原始内容存档于2014-04-07）.
20. ↑  . BBC. 2006.
21. ↑  .   [2008-02-12]. （原始内容存档于2016-03-10）.
22. ↑  .   [2008-02-12]. （原始内容存档于2016-03-08）.
23. ↑  .   [2008-02-12]. （原始内容存档于2016-03-07）.
24. ↑  .   [2008-02-12]. （原始内容存档于2006-02-06）.
25. ↑  .   [2008-02-12]. （原始内容存档于2006-12-19）.
26. ↑  .   [2008-02-11]. （原始内容存档于2008-02-08）.
27. ↑  .   [2008-02-11]. （原始内容存档于2016-03-07）.
28. ↑  .   [2008-02-11]. （原始内容存档于2016-03-07）.
29. ↑  .   [2008-02-11]. （原始内容存档于2016-03-10）.
30. ↑  .   [2008-02-11]. （原始内容存档于2016-03-07）.
31. ↑  .   [2008-02-11]. （原始内容存档于2016-03-07）.
32. ↑  . BBC Sport. 2007  [2008-02-09]. （原始内容存档于2007-09-14）.
33. ↑  .   [2008-02-11]. （原始内容存档于2007-03-06）.
34. ↑  .   [2008-02-11]. （原始内容存档于2007-03-08）.
35. ↑  .   [2008-02-11]. （原始内容存档于2015-04-03）.
36. ↑  .   [2008-02-11]. （原始内容存档于2016-03-07）.
37. ↑  .   [2008-02-11]. （原始内容存档于2008-01-24）.
38. ↑  .   [2008-02-11]. （原始内容存档于2007-12-16）.
39. ↑  .   [2008-02-11]. （原始内容存档于2007-09-08）.
40. ↑  . Bradford City AFC.   [2007-06-21]. （原始内容存档于2008-04-21）.
41. ↑  . Hull City AFC.   [2007-06-21]. （原始内容存档于2008-03-25）.
42. ↑  .   [2008-02-11]. （原始内容存档于2016-03-07）.
43. ↑  .   [2008-05-25]. （原始内容存档于2008-05-26）.
44. ↑  .   [2008-05-25]. （原始内容存档于2008-05-18）.
45. ↑  .   [2008-05-25]. （原始内容存档于2008-05-26）.
46. ↑  . Sky Sports. 2008-04-20  [2009-01-07]. （原始内容存档于2009-01-12）.
47. ↑  . BBC Sport. 2008-12-09  [2009-01-07]. （原始内容存档于2009-01-18）.
48. ↑  . Yorkshire Post. 2008-04-18  [2009-01-07].
49. ↑  . thisishullandeastriding.co.uk. 2009-01-10  [2009-02-04]. （原始内容存档于2009-02-08）.（英文）
50. ↑  . BBC Sport. 2008-08-26  [2009-01-07]. （原始内容存档于2008-08-28）.
51. ↑  . BBC Sport. 2008-08-30  [2009-01-07]. （原始内容存档于2008-09-01）.
52. ↑  . Yorkshire Post. 2008-09-25  [2009-01-07].
53. ↑  . The Times. 2008-09-30  [2008-01-07].[]
54. ↑  . Yorkshire Evening Post. 2008-10-28  [2008-10-28].
55. ↑  . BBC Sport. 2008-11-03  [2009-01-07]. （原始内容存档于2008-11-02）.
56. ↑  . Scarborough Evening News. 2008-11-14  [2009-01-07]. （原始内容存档于2009-01-13）.
57. ↑  . Hull Daily Mail. 2008-11-14  [2009-01-07]. （原始内容存档于2009-01-31）.
58. ↑  . Hull Daily Mail. 2008-11-24  [2009-01-07].
59. ↑  . BBC Sport. 2008-12-30  [2009-01-07]. （原始内容存档于2008-12-31）.
60. ↑  . BBC Sport. 2008-11-29  [2009-01-07]. （原始内容存档于2008-12-04）.
61. ↑  . BBC Sport. 2008-12-26  [2009-01-07]. （原始内容存档于2009-01-01）.
62. ↑  . BBC Sport. 2009-01-06  [2009-01-07]. （原始内容存档于2009-01-07）.
63. ↑  . BBC Sport. 2009-01-09  [2009-01-10]. （原始内容存档于2009-01-16）.
64. ↑  . BBC Sport. 2009-01-12  [2009-03-05]. （原始内容存档于2016-03-07） （英语）.
65. ↑  . BBC Sport. 2009-02-07  [2009-03-05]. （原始内容存档于2009-02-11） （英语）.
66. ↑   (PDF). 英格蘭足球聯賽官網.   [2009-03-05]. （原始内容 (PDF)存档于2009-03-06） （英语）.
67. ↑  . BBC Sport. 2009-02-14  [2009-03-05]. （原始内容存档于2009-02-18） （英语）.
68. ↑  . BBC Sport. 2009-03-04  [2009-03-05]. （原始内容存档于2009-03-09） （英语）.
69. ↑  . BBC Sport. 2009-03-05  [2009-03-07]. （原始内容存档于2009-03-11） （英语）.
70. ↑  . BBC Sport. 2009-03-07  [2009-03-18]. （原始内容存档于2009-03-11） （英语）.
71. ↑  . BBC Sport. 2009-03-16  [2009-03-18]. （原始内容存档于2009-03-18） （英语）.
72. ↑  . BBC Sport. 2009-06-08  [2009-10-22]. （原始内容存档于2009-06-12） （英语）.
73. ↑  . DailyRecord.co.uk. 2009-06-18  [2009-10-22]. （原始内容存档于2009-08-31） （英语）.
74. ↑  . Sky Sports. 2009-06-02  [2009-06-02]. （原始内容存档于2009-06-05） （英语）.
75. ↑  . BBC Sport. 2009-06-02  [2009-06-02]. （原始内容存档于2009-06-05） （英语）.
76. ↑  . BBC Sport. 2009-06-15  [2009-06-15]. （原始内容存档于2009-06-18） （英语）.
77. ↑  . BBC Sport. 2009-06-17  [2009-06-17]. （原始内容存档于2009-06-05） （英语）.
78. ↑  . BBC Sport. 2009-08-08  [2009-10-22]. （原始内容存档于2016-01-16） （英语）.
79. ↑  . BBC Sport. 2009-08-10  [2009-10-22] （英语）.[永久]
80. ↑  . BBC Sport. 2009-09-26  [2009-10-22]. （原始内容存档于2009-09-30） （英语）.
81. ↑  . BBC Sport. 2009-10-19  [2009-10-22]. （原始内容存档于2009-10-22） （英语）.

## 外部連結
- 足球数据库：迪恩·温达斯的球员统计数据
- 個人網誌
- 鴨巴甸官網：告別賽圖片